# کارل-هنریک سوانبرگ
کارل-هنریک سوانبرگ (به سوئدی: Carl-Henric Svanberg) (زاده ۲۹ مه ۱۹۵۲) کارآفرین، بازرگان و مدیر ارشد اجرایی سوئدی است، که هم‌اکنون رییس هیئت مدیره کمپانی نفتی بی‌پی، همچنین رئیس هیئت مدیره شرکت خودروسازی ولوو می‌باشد.
وی از تاریخ ۸ آوریل ۲۰۰۳ تا ۳۱ دسامبر ۲۰۰۹ به عنوان مدیر عامل شرکت مخابراتی اریکسون و مدیرعامل شرکت آسا آبلوی فعالیت نمود. کمپانی اریکسون در زمان رهبری سوانبرگ، به یکی از بزرگترین شرکت‌های مخابراتی جهان، تبدیل شد. پس از استعفای او از مدیرعاملی این شرکت، از سال ۲۰۰۹ کماکان به عنوان یکی از اعضای هیئت مدیره اریکسون باقی‌ماند، سوانبرگ همچنین دارای ۳٫۲۳۴٫۴۴۱ سهم، در این شرکت است.